# 1196 Sheba
Az 1196 Sheba (ideiglenes jelöléssel 1931 KE) a Naprendszer kisbolygóövében található aszteroida. Cyril Jackson fedezte fel 1931. május 21-én, Johannesburgban.